# Hermann Theodor Hoffmann
Hermann Theodor Hoffmann (* 20. Oktober 1836 in Groß Lauth; † 6. September 1902 in Königsberg i. Pr.) war ein deutscher Verwaltungsjurist und Kommunalbeamter. Er saß im Reichstag und im Preußischen Herrenhaus.

## Leben
Hoffmann besuchte das Löbenichtsche Realgymnasium  und studierte Rechtswissenschaft an der Albertus-Universität Königsberg. 1856 wurde er Mitglied der Königsberger Burschenschaft Gothia. Danach war er erst Auskultator, Referendar und Regierungsassessor von November 1863 bis April 1866 zuerst in Königsberg, dann in Gumbinnen. Von Mai 1866 bis März 1872 war er Stadtkämmerer von Stettin und von April 1872 bis April 1884 Stadtkämmerer von Königsberg. Ab April 1884 war er Zweiter Bürgermeister und von 1893 bis 1902 Oberbürgermeister der Stadt Königsberg. In seinem Todesjahr wurde er zu deren Ehrenbürger ernannt.
Als Mitglied der Nationalliberalen Partei vertrat er von 1887 bis 1890 den Reichstagswahlkreis Regierungsbezirk Königsberg 3 (Königsberg-Stadt) im Deutschen Reichstag. Von 1893 bis 1902 saß er in der „OB-Fraktion“ des Preußischen Herrenhauses.

## Ehrungen
- Ehrenbürger von Königsberg (1902)[2]
- Gedenkstein in den Teichanlagen von Wiekau[2]